# Capital
 (avril 2024).
La mise en forme du texte ne suit pas les recommandations de Wikipédia : il faut le « wikifier ».
Les points d'amélioration suivants sont les cas les plus fréquents. Le détail des points à revoir est peut-être précisé sur la page de discussion.
- Les titres sont pré-formatés par le logiciel. Ils ne sont ni en capitales, ni en gras.
- Le texte ne doit pas être écrit en capitales (les noms de famille non plus), ni en gras, ni en italique, ni en « petit »…
- Le gras n'est utilisé que pour surligner le titre de l'article dans l'introduction, une seule fois.
- L'italique est rarement utilisé : mots en langue étrangère, titres d'œuvres, noms de bateaux, etc.
- Les citations ne sont pas en italique mais en corps de texte normal. Elles sont entourées par des guillemets français : « et ».
- Les listes à puces sont à éviter, des paragraphes rédigés étant largement préférés. Les tableaux sont à réserver à la présentation de données structurées (résultats, etc.).
- Les appels de note de bas de page (petits chiffres en exposant, introduits par l'outil «  Source ») sont à placer entre la fin de phrase et le point final[comme ça].
- Les liens internes (vers d'autres articles de Wikipédia) sont à choisir avec parcimonie. Créez des liens vers des articles approfondissant le sujet. Les termes génériques sans rapport avec le sujet sont à éviter, ainsi que les répétitions de liens vers un même terme.
- Les liens externes sont à placer uniquement dans une section « Liens externes », à la fin de l'article. Ces liens sont à choisir avec parcimonie suivant les règles définies. Si un lien sert de source à l'article, son insertion dans le texte est à faire par les notes de bas de page.
- La présentation des références doit suivre les conventions bibliographiques. Il est recommandé d'utiliser les modèles {{Ouvrage}}, {{Chapitre}}, {{Article}}, {{Lien web}} et/ou {{Bibliographie}}. Le mode d'édition visuel peut mettre en forme automatiquement les références.
- Insérer une infobox (cadre d'informations à droite) n'est pas obligatoire pour parachever la mise en page.

Pour une aide détaillée, merci de consulter Aide:Wikification.
Si vous pensez que ces points ont été résolus, vous pouvez retirer ce bandeau et améliorer la mise en forme d'un autre article.
 (avril 2024).
Si vous disposez d'ouvrages ou d'articles de référence ou si vous connaissez des sites web de qualité traitant du thème abordé ici, merci de compléter l'article en donnant les références utiles à sa vérifiabilité et en les liant à la section « Notes et références ».
Pour les articles homonymes, voir Capital (homonymie).
Le capital est une somme d'investissements utilisée pour en tirer un profit, c'est-à-dire un stock de biens ou de richesses nécessaires à une production. Cet emploi, courant en sciences économiques, en finance, en comptabilité, en sociologie et en philosophie, a néanmoins dans les domaines distincts des significations spécifiques.

## Étymologie
Au XIIe siècle, « capital » est un adjectif dérivé de la racine latine caput : la tête, signifiant « principal »[pas clair]. Dans le dictionnaire de Nicot publié en 1606, l'adjectif est transformé en substantif pour désigner « le capital d'un marchand ». Par suite le terme va signifier la somme d'argent ou de biens dont on est propriétaire.

## Économie

### Analyse économique du capital
Selon Irving Fisher, cité par Raymond Barre,
- le capital est un stock de biens existant à un moment donné ; le revenu étant le flux de services qui découle de ce stock pendant une période de temps.
- le capital est un ensemble de ressources hétérogènes et reproductibles dont l'emploi permet, par un détour de production, d’accroître la productivité du travail humain.

#### Ensemble de ressources hétérogènes
Il peut comprendre :
- le capital physique qui désigne l'ensemble des biens physiques produits dans le passé et utilisés pour la production présente ou future. Il se décompose en :
  - capital fixe, constitué des moyens de production durables, c'est-à-dire utilisés pendant plus d'un an, comme les machines, les bâtiments ou les véhicules.
  - capital circulant, constitué des biens physiques transformés (produits semi-finis) ou détruits (consommations intermédiaires, comme l'électricité) pendant le cycle de production.
- le capital technique qui renvoie à l'ensemble des biens de production incorporant du progrès technique.
- le capital financier, constitué de l'ensemble des actifs susceptibles de rapporter des revenus ou des gains (par différence de valeur), ou des titres de créance comme les titres ou les droits de propriété (actions, obligations, ou de la simple monnaie).
- le capital humain qui désigne l'ensemble des aptitudes, physiques comme intellectuelles, de la main d'œuvre qui sont favorables à la production économique. Certains[2] utilisent le terme de capital pour désigner ces aptitudes dans la mesure où elles résultent d'un investissement, en formation notamment, qui a un coût économique mais qui rapporte un revenu, en augmentant la productivité des individus.

Dans la théorie économique contemporaine, héritière de l'école néo-classique, Capital physique et Capital humain constituent des facteurs de production, au même titre que le facteur travail.

#### Détour de production accroissant la productivité du travail humain
- Voir la notion de « Détour de production » proposée par Böhm-Bawerk.
- L’intensité capitalistique d'un secteur d'activité économique est défini par le rapport entre le capital fixe et le travail, ou, de manière plus rigoureuse, par le rapport entre les immobilisations corporelles (valeur brute à la clôture de l'exercice) et les effectifs salariés moyens[3] ou bien par le rapport entre les immobilisations corporelles et la valeur ajoutée[4].

#### Ensemble de biens reproductibles
Selon Friedrich Hayek l'important n'est pas que le capital soit produit, mais qu'il puisse être reproduit. Tout capital doit être maintenu intact.
Ainsi la maintenance du capital dépend de la capacité à l'amortir et/ou le remplacer.
En fin de période d'utilisation technique ou économique, il est de bonne pratique que le capital initial soit au moins reconstitué.
L'accumulation du capital fixe s'opère grâce aux investissements successifs des entreprises.
En France, la comptabilité nationale utilise ainsi l'agrégat appelé formation brute du capital fixe pour mesurer l'investissement.
Le terme de formation brute signifie qu'une partie des investissements correspond à des investissements de remplacement du capital usagé ou obsolète : ils compensent la perte que représente l'amortissement du capital.

### Le capital dans l'histoire de la pensée économique

#### École classique
Pour l'école classique (à préciser), il y a trois sources de richesses :
- le travail,
- le capital foncier (terre agricole ou à bâtir, gisements miniers et d'hydrocarbures, réserves hydrauliques et autres ressources naturelles),
- le capital technique qui englobe les biens, les produits pouvant être utilisés pour la production d'autres biens. Ce sont typiquement les machines fabriquées par l'homme.

#### Marx et le concept de capital
Pour Marx, le capital est avant tout un type de relation sociale, dans la mesure où les capitalistes ne peuvent posséder et accumuler du capital que grâce au rapport social qu'ils entretiennent avec les travailleurs. Marx part de l'analyse de l'école classique pour qui le capital est constitué de tous les moyens de production avancés par les capitalistes durant le cycle de production. Le capital productif est constitué des biens que le capitaliste acquiert afin de produire, machines et matières premières, ce que Marx appelle le « capital constant », ainsi que la force de travail salariée que Marx nomme le « capital variable ». Marx décrit un processus de production organisé de façon que les capitalistes investissent de l'argent (A) afin d'acquérir des moyens de production (M) et une force de travail (T) pour produire des marchandises (M') qu'ils vont vendre pour une somme d'argent (A'), avec A' supérieur à A. La différence positive recherchée entre A et A' constituant le profit.
Toute la question, pour Marx, est de savoir d'où vient ce profit, cette plus value. Pour lui, elle vient du fait que les capitalistes exploitent les travailleurs en ne leur payant pas la totalité de la valeur qu'ils produisent par leur travail. Cette partie non versée est accaparée par le capitaliste en sa qualité de propriétaire des moyens de production. C'est donc grâce à ce « surtravail » que les capitalistes obtiennent, pour Marx, un profit, qui leur permet d'accumuler du capital. Dans ce sens, « les moyens de production matériels (machines, etc.) ne sont pas par nature du capital, ils ne le deviennent que lorsqu'ils sont mis en œuvre par des travailleurs salariés et qu'ils permettent de dégager de la plus-value », et donc du profit. Par conséquent, pour Marx, « au lieu d'être une chose, le capital est un rapport social entre les personnes ». Ce rapport social correspond à ce que Marx appelle « l'exploitation capitaliste ».

#### Le capital comme détour de production: l'analyse de Böhm-Bawerk
L'analyse du capital comme détour de production, due à Eugen von Böhm-Bawerk, a marqué l'histoire de la pensée économique. Habituellement les agents économiques font usage, consomment leurs ressources pour obtenir des biens ou des services immédiatement consommables. Böhm-Bawerk entend cependant souligner que dans certains cas, l'utilisation de ressources ne vise pas une consommation immédiate, mais la création d'un capital productif. Capital Productif constitué sous la forme de biens, qu'il a fallu produire en consommant des ressources diverses, et en particulier du temps de travail. Or cette consommation de ressources est loin d'être un gaspillage : Bien au contraire, par la constitution et la mobilisation de ce nouveau capital productif, concrétisé par des biens de production, il devient possible de produire davantage et/ou mieux dans le futur. En ce sens, le capital ainsi formé constitue un détour de production. Effectivement, plutôt que de donner lieu à une production directe et immédiate de biens de consommation, on préfère investir et en quelque sorte « détourner des ressources » pour acquérir des biens de production, qui par suite accroîtront la production future de biens de consommation.
Pour Böhm-Bawerk, une telle utilisation du capital démontre l'existence d'un arbitrage inter-temporel : Les agents économiques qui investissent de la sorte préfèrent opter pour une consommation présente plus faible en faveur d'une consommation future plus forte. Ce qui parait être un détour aujourd'hui, se révélera être un raccourci, demain.
L'intérêt qui rémunère les prêteurs :
- est, dans cette perspective, le prix de la désutilité qu'implique pour eux le renoncement à une consommation présente.
- est normalement largement payé par le surcroît d'utilité ou de productivité dégagé par la mise en service et l'usage ultérieur de l'investissement financé.

## Finance
En finance de marché, on parle de marché des capitaux pour toutes les transactions portant sur des apports d'argent stable ou à long terme utilisés pour l'activité économique. On parle également de capital financier pour désigner des avoirs sous forme d'actif financier. Les financiers s'intéressent également à la notion de capital économique.
La liberté de circulation des capitaux est l'un des principes qui ont été adoptés lors du consensus de Washington en 1989 (libéralisation des marchés financiers). Dans l'Union européenne, la liberté de circulation des capitaux est l'une des quatre libertés définies par l'Acte unique (février 1986), avec la liberté de circulation des marchandises, des services, et des personnes.

## Comptabilité
En comptabilité et finance d'entreprise, le capital désigne, par ellipse, les capitaux propres (ou fonds propres) composés du capital social initialement apporté par les sociétaires, de la réserve comptable, du report à nouveau, pour sa part distribuée sous forme de dividendes, et du résultat de l'exercice. Il figure au passif du bilan et représente la dette de l'entreprise envers ses actionnaires. C'est en fonction des capitaux propres qu'est calculée la rentabilité financière d'une entreprise.

## Sociologie

Selon Pierre Bourdieu : l'organisation de l'espace social en fonction des dotations en capitaux.

Pour le sociologue Pierre Bourdieu, la « richesse » individuelle d'une personne est définie par quatre sortes de capitaux :
- Le capital économique renvoie à l'ensemble des ressources économiques d'un individu, c'est-à-dire à la fois ses revenus (flux) et son patrimoine (stock).
- Le capital culturel mesure l'ensemble des ressources culturelles dont dispose une personne. Elles peuvent être de trois formes : incorporées (savoir et savoir-faire, compétences, forme d'élocution, etc.), objectivées (possession d'objets culturels) et institutionnalisées (titres et diplômes scolaires).
- Le capital social mesure l'ensemble des ressources qui sont liées à la « possession d'un réseau durable de relations d'interconnaissance et d'inter-reconnaissance »[14]. Cette notion est très largement utilisée, en sociologie, au-delà des sociologues inspirés par Pierre Bourdieu, notamment dans la sociologie américaine. Le sociologue Robert Putnam, qui l'a introduite parallèlement à Bourdieu, est à l'origine d'un ensemble d'analyses qui font du capital social un véritable bien public, contribuant à renforcer et souder le lien social.
- Le capital symbolique désigne toute forme de capital (culturel, social, ou économique) susceptible d'accorder à une personne un certain niveau de reconnaissance particulière au sein de la société.

Au total, Bourdieu applique le terme de capital pour désigner des ressources non économiques mais pourtant recherchées et accumulées par les personnes en vue d'obtenir des « profits » sociaux. Ainsi les ressources scolaires acquises, en particulier les titres scolaires, contribuent à l'atteinte de certaines positions sociales.
Désigner comme un capital des ressources non économiques a pu être critiqué dans la mesure où il est en partie métaphorique. En effet, ces ressources sociales ne possèdent pas certaines propriétés du capital économique, comme la capacité d'être transmises sans perte d'un individu à un autre, par exemple son enfant. La transmission du capital culturel d'une génération à l'autre passe, de fait, par la socialisation, processus beaucoup plus complexe et incertain qu'un héritage.
Pierre Bourdieu pense que le capital économique et le capital culturel sont les deux formes de capitaux les plus importantes dans nos sociétés. Il propose ainsi une description de la société comme un espace où les individus occupent des positions en fonction, d'une part, du volume total de capital dont ils disposent et, d'autre part, de l'importance relative du capital économique et du capital culturel dans ce volume total (cf. diagramme ci-contre).

## Environnement
Le capital naturel est une approche d'estimation de la valeur d'un écosystème, une alternative à la vue plus traditionnelle selon laquelle la vie non-humaine constitue une ressource naturelle passive. Il s'agit donc des ressources naturelles telles que minéraux, plantes, animaux, air, eau, pétrole, présents dans la biosphère terrestre, vus comme un moyen de production d'oxygène, de filtration de l'eau, de prévention de l'érosion, ou comme fournisseur d'autres services naturels.
Deux approches sont concurrentes en matière de développement durable, en durabilité forte, le stock de capital naturel ne doit pas baisser alors qu’en durabilité faible, on tolère le remplacement d'une partie des ressources naturelles par le capital de connaissances. En fait, de récentes études sur le capital immatériel n'intègrent que la stratégie de Lisbonne (2000), mais pas les objectifs de développement durable fixés lors du Conseil européen de Göteborg (2001). Le concept d'empreinte écologique fait référence aux limitations globales à l'utilisation de ressources naturelles selon les modes de consommation et de production traditionnels de l'ère industrielle. L’éco-efficacité vise d'autres usages plus valorisants à l'échelle d'un écosystème local.

## Géographie économique
Le capital infrastructurel est l'ensemble des infrastructures nécessaires directement ou indirectement à l'économie dans une région donnée.

## Ingénierie des connaissances
La notion de capital intellectuel se définit au niveau microéconomique. Le capital cognitif propre à l'économie du savoir est son équivalent au niveau macroéconomique.
L'évaluation du capital intellectuel est à mettre en rapport avec l'évaluation des immobilisations corporelles et incorporelles comptables.

## Le capital dans les sociétés precapitalistes
Pour l'économiste américain Robert l, Heilbroner, jusqu'au début de la première révolution industrielle de 1789, le capital n'avait pas la même conception qu'aujourd'hui. S'il est considéré comme un moyen de richesse comme dans les sociétés capitalistes, sa gestion rationnelle pousse son propriétaire à l'utiliser dans les affaires où la rentabilité est certaine. Tout investissement dans des conditions inhabituelles destiné à accroître le rendement du capital (acquisition d'une technique nouvelle ou baisse des prix pour mieux vendre que les autres concurrents) est considéré comme une concurrence déloyale et doit être interdit par la loi.